# Paul Deschanel

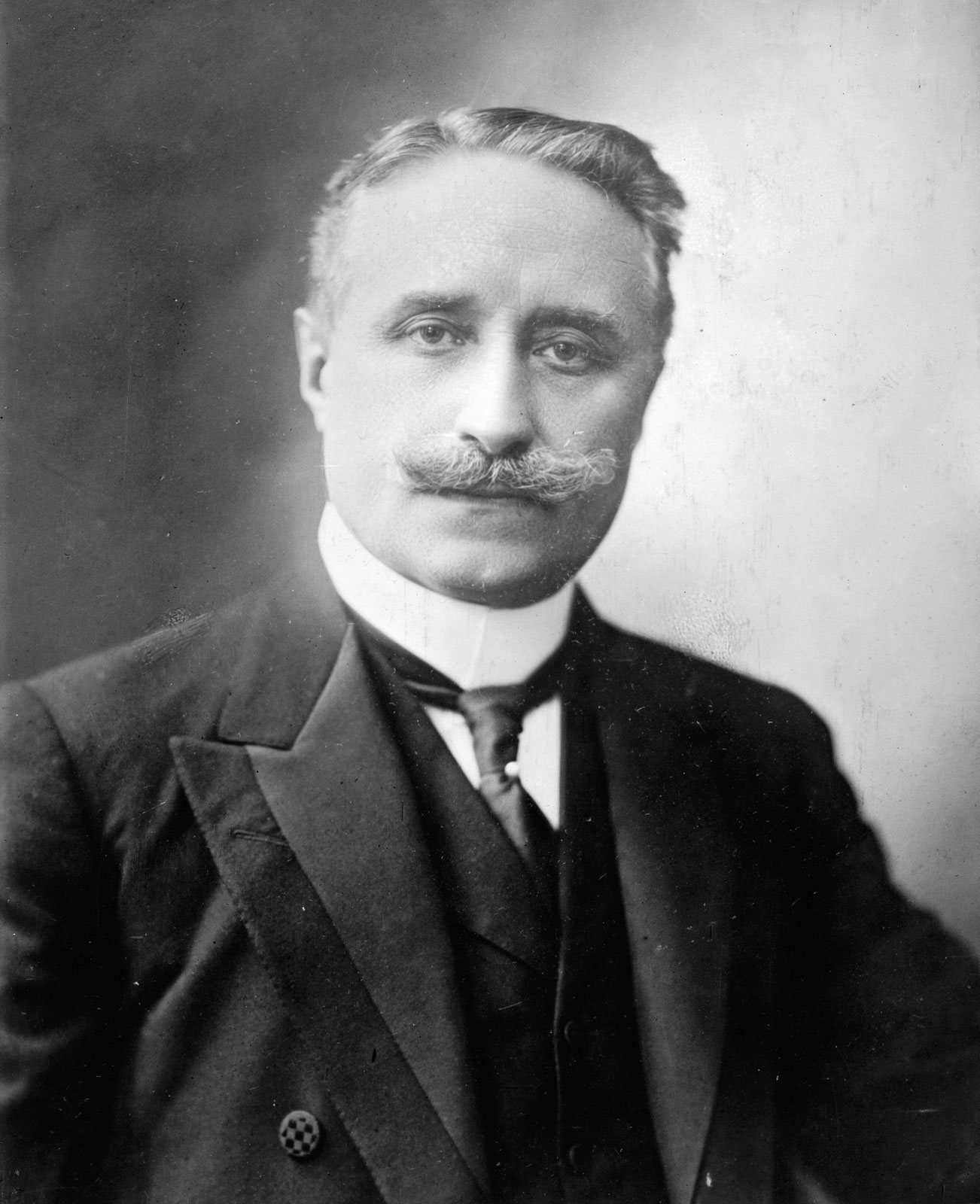
Paul Deschanel

Paul Deschanel (Schaarbeek (België), 13 februari 1855 – Parijs, 28 april 1922) was  een Frans politicus en schrijver. Hij was president van de Franse Republiek van 18 februari 1920 tot 21 september 1920, toen hij vrijwillig aftrad.

## Afkomst en jeugd
Paul Deschanel zag als zoon van ballingen het levenslicht in België. Hij is daarmee het eerste - en met Valéry Giscard d'Estaing het enige - Franse staatshoofd in meer dan duizend jaar dat niet in Frankrijk geboren is.
Zijn vader Émile Deschanel was een intellectueel met republikeinse ideeën, die als zoveel Franse republikeinen na de staatsgreep van 2 december 1851 door de latere keizer Napoleon III in ballingschap was gegaan. Zijn vriend en mede-banneling Victor Hugo werd de spirituele peetvader van zijn zoon Paul.
In 1859 verleende Napoleon III amnestie aan zijn politieke tegenstanders, waarna het gezin Deschanel naar Parijs terugkeerde. Vader Émile werd kort nadien professor aan het Collège de France. Hij gaf zijn zoon een zeer strenge opvoeding. 
Paul Deschanel deed in Parijs briljante studies in letteren en rechten. Nog tijdens zijn studies schreef hij een komedie en publiceerde hij een opmerkelijk artikel over Rabelais.

## Begin politieke carrière
Toen de republikeinen bij de parlementsverkiezingen van 1876 een meerderheid haalden (zijn vader werd toen tot Kamerlid gekozen) werd Paul Deschanel privésecretaris van minister van Binnenlandse Zaken Emile de Marcère en in 1877 van diens opvolger (en tevens premier) Jules Simon.
Omdat de regering snel meer republikeinen in het ambtenarenkorps wilde, werd Deschanel nog hetzelfde jaar benoemd tot onderprefect in Dreux (in het departement Eure-et-Loir). In 1879 werd hij onderprefect in Brest en in 1881 in Meaux. Datzelfde jaar probeerde hij bij de verkiezingen in Dreux een Kamerzetel te veroveren, maar hij werd met een nipte meerderheid verslagen.

## Kamerlid
In 1885 slaagde hij er dan toch in als afgevaardigde van Eure-et-Loir in de Kamer van afgevaardigden verkozen te worden. Hij zou tot aan zijn verkiezing als president steeds voor die zetel worden herkozen. Ideologisch behoorde hij tot de “progressisten” of progressieve republikeinen, voorstanders van een democratische republiek, gematigde antiklerikaal en op economisch gebied uitgesproken liberaal.
Als parlementslid maakt hij vooral naam door zijn toespraken en geschriften. Hij was een groot voorvechter van de democratische vrijheden en ijverde voor de scheiding van kerk en staat. Hij pleitte voor sociale hervormingen zonder dat het eigendomsrecht in het gedrang zou komen. Hij toonde zich een voorstander van het kolonialisme en interesseerde zich vooral voor de kolonisatie van Indochina en Oceanië.  Hij maakte verscheidene studiereizen naar het buitenland.
Deschanel kwam in de aandacht door in 1894 een duel te voeren met zijn radicale collega Georges Clemenceau, die hij in de Kamer beschuldigd had van betrokkenheid in het Panamaschandaal. Clemenceau, een geoefend schermer, verwondde hem toen aan het gezicht.
Hij was voorzitter van de Kamer van afgevaardigden van 1898 tot 1902 en daarna opnieuw van 1912 tot 1920.
Vanwege de kwaliteit van zijn geschriften werd hij in 1899 verkozen in de Académie française. In 1914 werd hij bovendien lid van de Académie des sciences morales et politiques.
Als redenaar en schrijver had hij vrij veel invloed, maar in de praktische politiek vond hij zichzelf niet zo sterk. Hij weigerde elke ministerportefeuille. Liefst viermaal wees hij het verzoek af om een regering te leiden.

## President van de Republiek

### Verkiezing
Deschanel ambieerde al lang het presidentschap. Als Kamervoorzitter was hij daarvoor in een geschikte positie. Sinds 1899 was zijn mogelijke kandidatuur bij elke presidentsverkiezing genoemd.
Voor de verkiezingen van 1920 was premier Clemenceau (toen zeer populair als held van de Eerste Wereldoorlog) de uitgesproken favoriet. Maar zijn tegenstanders intrigeerden tegen hem en schoven zijn oude vijand Deschanel naar voren, die zich nu uitdrukkelijk kandidaat stelde.
Bij een informele stemming onder de republikeinse parlementsleden op 16 januari 1920 haalde Deschanel onverwacht meer stemmen dan Clemenceau, die meteen liet weten geen kandidaat te zullen zijn. Deschanel had zich bovendien al verzekerd van de steun van de katholieke rechterzijde.
In de eigenlijke verkiezing de dag daarop, werd Deschanel, door de Nationale Vergadering in Versailles, al in de eerste ronde verkozen met een zeer grote meerderheid (734 stemmen op 868), de hoogste score ooit onder de Derde Republiek.
Deschanel werd de eerste Franse president sinds Mac Mahon die nooit minister was geweest.

### Machteloosheid
Deschanel had altijd de stelling verdedigd dat de president van de Republiek zijn grondwettelijke bevoegdheden ten volle moest uitoefenen en zich niet moest beperken tot een ceremoniële rol, zoals al lang de gewoonte was. Meteen na zijn verkiezing probeerde hij dan ook echt te regeren, maar hij merkte snel dat dit niet lukte. Door zijn gebrek aan ministeriële ervaring had hij weinig gezag over de ministers. Bovendien was Alexandre Millerand, die Clemenceau als premier was opgevolgd, niet van plan om naar hem te luisteren.  Deschanel was het vooral in de buitenlandse politiek oneens met Millerand. Hij vond dat de premier zich te toegeeflijk opstelde tegenover Duitsland.  Die machteloosheid irriteerde hem behoorlijk en maakte hem depressief.
Intimi wisten al eerder dat Deschanel zeer nerveus en emotioneel kon zijn. In de eerste maanden van zijn presidentschap gedroeg hij zich af en toe vreemd.
Zo liep hij een paar keer voortijdig weg van een banket te zijner ere. Na een toespraak in Nice kreeg hij zo'n applaus dat hij een deel van die rede als "bisnummer" herhaalde. Toen hij kort daarop bij een ontvangst in Menton bloemen naar hem werden gegooid, raapte hij de bloemen op en gooide ze een voor een terug.

### Het vreemde ongeval
In de avond van 24 mei 1920 stapte de 65-jarige president met zijn gevolg in een nachttrein om de dag daarop in Montbrison een oorlogsmonument te onthullen. Even voor middernacht viel Deschanel door het venster van zijn slaapwagen uit de trein in de buurt van de stad Montargis in de Loiret. Hij was door de hitte wakker geworden, had het venster geopend en was uit het venster gaan leunen om frisse lucht te krijgen, zo werd later officieel meegedeeld. Volgens sommige artsen moet Deschanel slaapdronken zijn geweest, wellicht onder invloed van de slaapmiddelen die hij altijd nam.
Deschanel viel op de ballast naast de spoorlijn. Omdat de trein tijdens het incident vrij traag reed, werd hij slechts lichtgewond en kon hij snel weer opstaan. Een baanwachter die zijn nachtronde deed, kwam langs het spoor een bebloede man in pyjama tegen en bracht hem naar zijn wachterswoning. Onderweg zei de man hem: "Vriend, ik ga u verwonderen. U zal me niet geloven. Ik ben de president van de Republiek". De wachter geloofde hem inderdaad niet. Hij verzorgde hem, samen met zijn vrouw, die achteraf zei dat ze gemerkt had "dat het een heer was: hij had zulke nette voeten".  Ze haalden er een dokter bij, die de president herkende. Meteen werden de autoriteiten verwittigd. Toen in de presidentiële trein het bericht kwam dat Deschanel gevonden was, was zijn verdwijning er nog altijd niet opgemerkt en werd het bericht eerst niet geloofd.

### Aftreden
De dag daarna zat Deschanel de ministerraad voor alsof er niets gebeurd was. Hij wilde toen al aftreden, maar premier Millerand kon hem overtuigen dat niet te doen. Meteen daarop trok hij zich terug om in zijn buitenverblijf te rusten. 
Intussen kreeg het incident veel aandacht. De pers, die tot dan toe discreet was geweest over zijn gedragingen, begon allerlei details over hem te vertellen. Er circuleerden over hem grapjes, maar ook geruchten en verhalen die waarschijnlijk verzonnen waren. Zo zou hij naakt in het Elysée hebben gelopen, hij zou in een vijver in de paleistuin zijn gedoken en hij zou gefantaseerde handtekeningen – zoals "Napoleon" en “Vercingetorix” onder documenten hebben gezet. Het deed hoe dan ook zijn reputatie geen goed.
Tegen de wil van zijn entourage in trad Deschanel uiteindelijk toch af, omdat, zo verklaarde hij, zijn gezondheidstoestand het niet meer toeliet om zijn ambt uit te oefenen.
Deschanel is amper zeven maanden president geweest, de kortste ambtstermijn na die van Jean Casimir-Périer. Hij is de eerste president sinds Casimir-Périer en de laatste voor Nicolas Sarkozy die maar één premier onder zijn regering gehad heeft.
Hij is ook het enige Franse staatshoofd voor François Mitterrand onder wie nooit een doodvonnis werd uitgevoerd. Deschanel was tegen de doodstraf.

## Laatste jaren
Deschanel was niet van plan een punt achter zijn carrière te zetten. Na zich na zijn aftreden een paar maanden in een instelling te hebben laten verzorgen, verscheen hij opnieuw op de vergaderingen van de Académie des Sciences morales et politiques. Begin 1921 werd hij verkozen tot senator voor Indre-et-Loire. Een jaar later werd hij voorzitter van de Senaatscommissie voor Buitenlandse Zaken, als opvolger van Poincaré, die premier was geworden.
Hij overleed enkele maanden later aan pleuritis, 67 jaar oud. Hij had nog een redevoering voorbereid, waarin hij de machteloze positie van het staatshoofd wilde aanklagen, maar die hij niet meer heeft kunnen uitspreken.
Hij werd begraven in het Cimetière du Montparnasse in Parijs.

## Deschanel in België

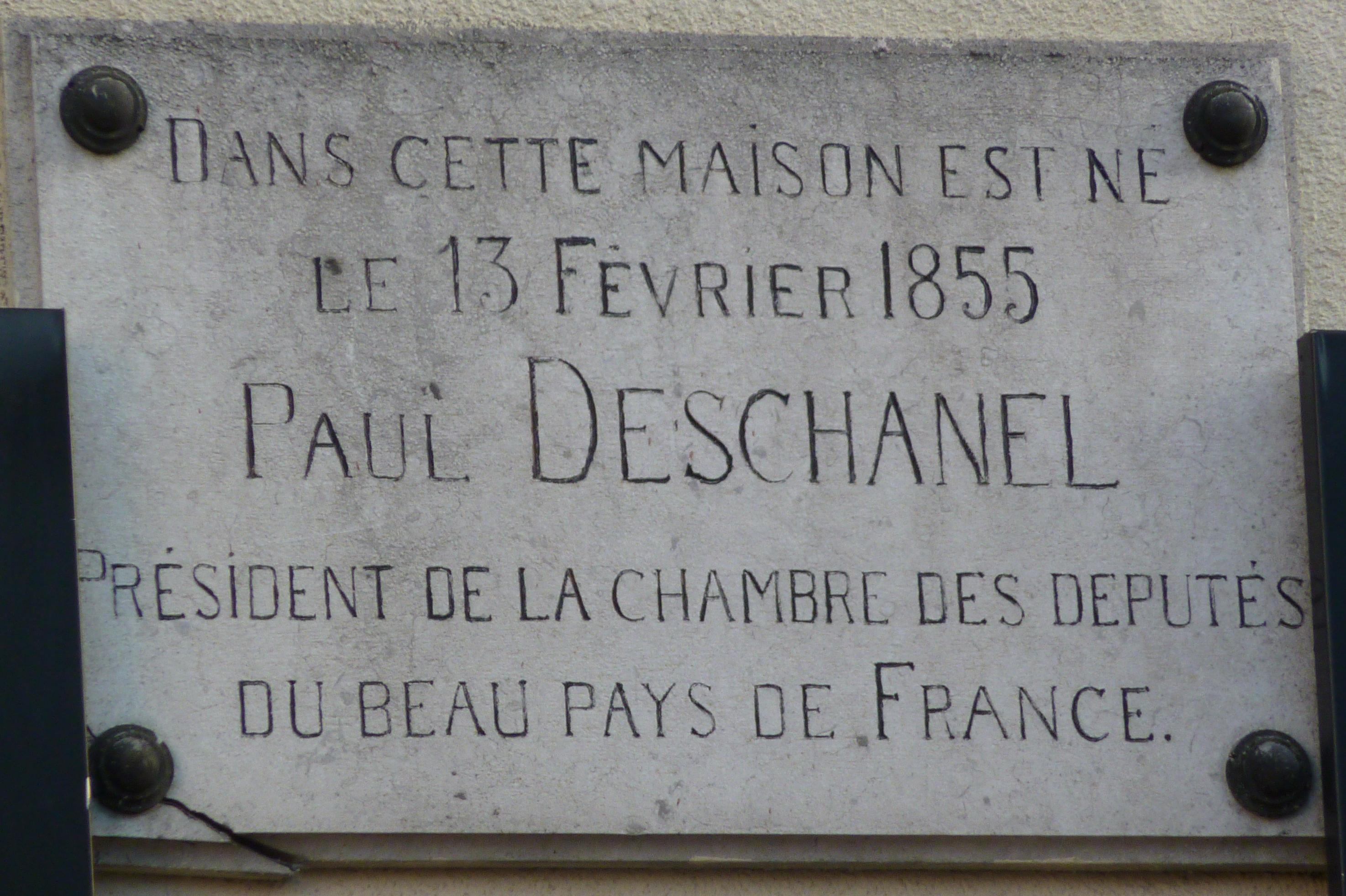
Gedenkplaat op het geboortehuis van Deschanel in Schaarbeek

De Brusselse gemeente Schaarbeek, waar Deschanel werd geboren, veranderde in 1912 de naam van een brede laan op haar grondgebied in Paul Deschanellaan (voorheen Boulevard Émile Vanden Putte). Deschanel was toen voorzitter van de Kamer van Afgevaardigden. Rond die tijd werd op de gevel van zijn geboortehuis (Brabantstraat 182) een gedenkplaat aangebracht.
Deschanel was in 1919 als Kamervoorzitter aanwezig in Dinant voor de herdenking van het bloedbad in die stad in 1914.

## Bron
(o.m.) Paul Deschanel ou une mesure pour rien in  Adrien Dansette, Histoire des présidents de la République : de Louis-Napoléon-Bonaparte à Vincent Auriol, Paris, Amiot-Dumont, 1953
Lodewijk Napoleon Bonaparte · Louis Jules Trochu · Adolphe Thiers · Patrice de Mac Mahon · Jules Grévy · Marie François Sadi Carnot · Jean Casimir-Perier · Félix Faure · Émile Loubet · Armand Fallières · Raymond Poincaré · Paul Deschanel · Alexandre Millerand · Gaston Doumergue · Paul Doumer · Albert Lebrun · Vincent Auriol · René Coty · Charles de Gaulle · Georges Pompidou · Valéry Giscard d'Estaing · François Mitterrand · Jacques Chirac · Nicolas Sarkozy · François Hollande · Emmanuel Macron
- Bibsys: 90938843
- Biblioteca Nacional de España: XX1249321
- Bibliothèque nationale de France: cb123074838 (data)
- Gemeinsame Normdatei: 119052857
- International Standard Name Identifier: 0000 0001 0889 7607
- Library of Congress Control Number: n90633089
- Base Léonore: C/0/12
- Nationale Bibliotheek van Tsjechië: jn19990001726
- Nationale Bibliotheek van Israël: 987007301605105171
- Nationale Bibliotheek van Polen: a0000002625357
- Nederlandse Thesaurus van Auteursnamen: 069486417
- Istituto Centrale per il Catalogo Unico: IEIV022924
- SNAC: w65t4nrw
- Système universitaire de documentation: 031954022
- Trove: 1137658
- Virtual International Authority File: 39444436
- WorldCat: E39PBJxxgqT7kfbk3bctthCCwC